# Велявіно
Велявіно (пол. Wielawino) — село в Польщі, у гміні Ґжмьонца Щецинецького повіту Західнопоморського воєводства.
Населення — 245 осіб (2011).

## Демографія
Демографічна структура станом на 31 березня 2011 року:
|          | Загалом | Допрацездатний вік | Працездатний вік | Постпрацездатний вік |
| -------- | ------- | ------------------ | ---------------- | -------------------- |
| Чоловіки | 123     | 34                 | 80               | 9                    |
| Жінки    | 122     | 36                 | 61               | 25                   |
| Разом    | 245     | 70                 | 141              | 34                   |